# Lobostemon sanguineus
Lobostemon sanguineus là loài thực vật có hoa trong họ Mồ hôi. Loài này được Schltr. mô tả khoa học đầu tiên.